# NK 이스트라 1961
NK 이스트라 1961(NK Istra 1961)는 크로아티아 풀라를 연고로 하는 축구 클럽이며 현재는 프르바 HNL에 참가하고 있다.

## 성적
- 드루가 HNL (크로아티아 2부 리그, 2회 우승): 2003-04, 2008-09
- 트레차 HNL (크로아티아 3부 리그, 1회 우승): 2000-01
- 크로아티아 컵 (1회 준우승): 2002-03

## 선수 명단

### 현역
참고: FIFA 자격 규정에 따라 소속된 국가대표팀 국기를 표시합니다. 선수는 복수의 FIFA 비회원국 국적을 가지고 있을 수 있습니다.
| 번호 | 포지션 | 국적                  | 이름            |
| ---- | ------ | --------------------- | --------------- |
| 9    | FW     | 보스니아 헤르체고비나 | 함자 야간작     |
| 17   | DF     | 카메룬                | 스테판 켈러     |
| 21   | GK     | 크로아티아            | 로브로 마이키츠 |
| 36   | MF     | 보스니아 헤르체고비나 | 이르판 라미치   |

| 번호 | 포지션 | 국적       | 이름           |
| ---- | ------ | ---------- | -------------- |
| 70   | FW     | 나이지리아 | 살림 파고 라왈 |

## 역대 감독
| 감독                | 임기 |
| ------------------- | ---- |
| 로베르트 야르니     | 2010 |
| 이고르 츠비타노비치 | 2019 |
| 이고르 파믹         |      |
| 파올로 트라메차니   |      |